# Laucha an der Unstrut
Laucha an der Unstrut é um município da Alemanha, situado no distrito de Burgenlandkreis, no estado de Saxônia-Anhalt. Tem 31,12 km² de área, e sua população em 2019 foi estimada em 2.831 habitantes.